# Oophagie

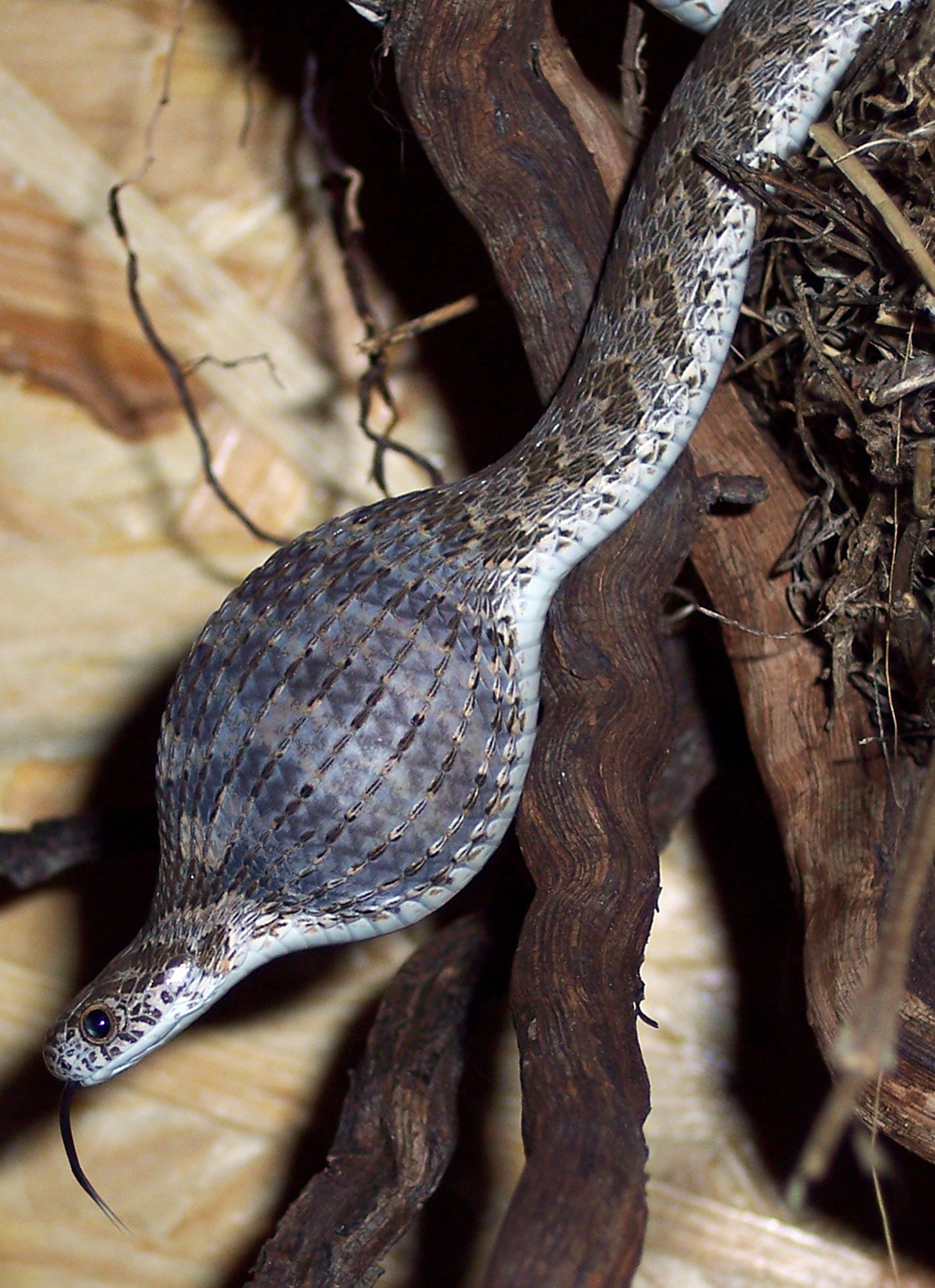
Dasypeltis scabra avalant un œuf.

L'oophagie est une pratique d'alimentation consistant à se nourrir des œufs.
Il existe trois types d'oophagie :
- la prédation des œufs, par exemple par les serpents ;
- l'oophagie fœtale in utero, dite ovatrophie, une forme de matrotrophie où les embryons éclos se nourrissent des œufs produits par les ovaires maternels ;
- l'oophagie larvaire/de nourrissage en milieu extérieur, comme chez certaines grenouilles guyanaises pondant dans des trous d'eau au sommet des arbres, les œufs (re)pondus par la mère étant l'unique source de nourriture pour les tétards[1].

L'oophagie in utero est souvent comparée à l'adelphophagie ou cannibalisme in utero (bien que dans ce dernier cas l'alimentation se fasse au détriment d'autres embryons déjà éclos).